# Eparchia di Buzuluk

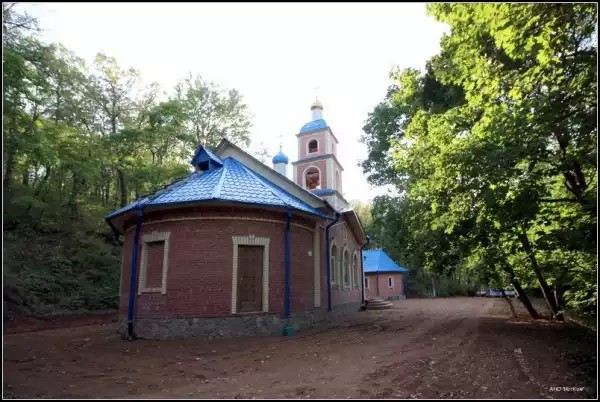
Monastero della Trasfigurazione del Salvatore

L'eparchia di Buzuluk (in russo Бузулукская епархия?) è una diocesi della Chiesa ortodossa russa, appartenente alla metropolia di Orenburg.

## Territorio
L'eparchia comprende i rajon Asekeevskij, Buguruslanskij, Buzulukskij, Gračëvskij, Ilekskij, Krasnogvardejskij, Kurmanaevskij, Pervomajskij, Severnyj, Soročinskij, Tašlinskij e Tockij nella parte occidentale dell'oblast' di Orenburg.
Sede eparchiale è la città di Buzuluk, dove si trova la cattedrale della Santissima Trinità.
L'eparca ha il titolo ufficiale di «eparca di Buzuluk e Soročinsk».

## Storia
L'eparchia è stata eretta dal Santo Sinodo della Chiesa ortodossa russa il 5 ottobre 2011, ricavandone il territorio dall'eparchia di Orenburg, e contestualmente è entrata a far parte della metropolia di Orenburg.